# Catedral de Maldonado
La Catedral de San Fernando es el principal edificio de la Iglesia católica en Maldonado, Uruguay. Desde 1966 tomó el nombre de Catedral por ser sede de la Diócesis de Maldonado-Punta del Este-Minas, fundada por S.S. Pablo VI el 10 de enero de 1966. Su primer párroco fue Antonio Corso (1966-1985), y su pastor actual es Rodolfo Wirz (1985-Presente).

## Historia
La catedral de Maldonado (también denominada Catedral de San Fernando) es una construcción neoclásica.
Su construcción comenzó en 1801 y fue suspendida por las invasiones inglesas de 1806, lo que llevó a que la culminación de la obra demorara casi un siglo. Su inauguración se realizó 94 años más tarde, en el año 1895, por el arzobispo de Montevideo Mariano Soler. Está dedicada a San Fernando.
Consta de una nave principal con dos campanarios y una cúpula central. A los costados y al fondo de la nave se disponen dos edificios pequeños que completan el conjunto dando forma de cruz. Su magnífico Altar Mayor es obra de Antonio Veiga, habiendo obtenido dos premios en la exposición continental realizada en Buenos Aires en 1882. 

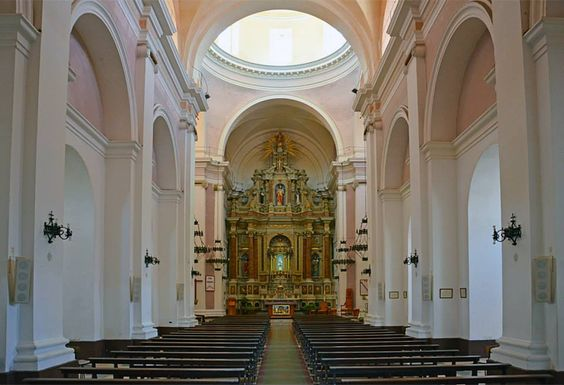
Interior

En el mismo, se encuentra la imagen de la Virgen del Carmen, la cual perteneció al vapor "Ciudad del Santander", que naufragó cerca de Isla de Lobos en el año 1829. El Marqués de Comillas, dueño del vapor siniestrado, tras salvarse del naufragio donó la imagen que hoy recibe la veneración, y en cuya base el pintor uruguayo Carlos de Santiago, reprodujo la "Ciudad del Santander". 
A la izquierda del Altar se encuentra un Cristo agonizante policromado el cual, perfectamente embalado en un cajón, fue encontrado en las costas del océano, desconociéndose su destino: nadie sabe quién lo hizo, para quién era, ni de dónde vino. 
Fue declarada Monumento Histórico Nacional.
Aparte de los oficios religiosos, ocasionalmente se realizan conciertos o actuaciones corales.
Desde 1966 tomó el nombre de Catedral por ser la sede de la Diócesis de Maldonado y Punta del Este, la cual fue erigida por S.S. Pablo VI el 10 de enero de 1966, siendo su primer pastor Mons. Antonio Corso (1966-1985); su actual pastor es Mons. Rodolfo Wirz (desde 1985). 
Este templo está dedicado a San Fernando, patrono de la ciudad. También se aprecia una imagen de la Virgen de Santander, donada por el Marqués de Comillas tras salvarse de un naufragio.

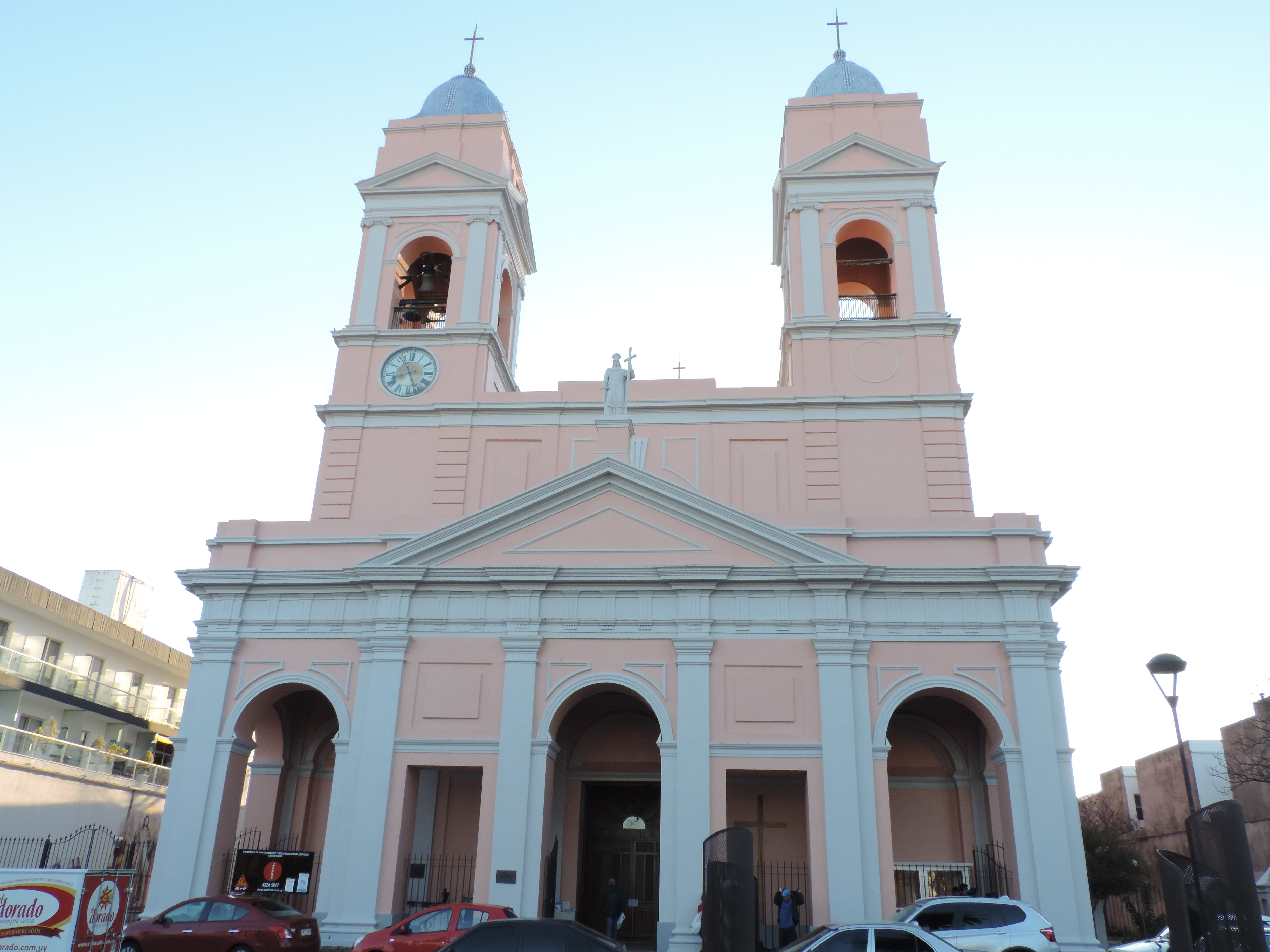
Fachada de la Catedral San Fernando de Maldonado